# 大石眞由
大石 眞由（おおいし まゆ、2月8日 - ）は日本で活動するミュージカル俳優である。福岡県福岡市出身。劇団四季所属。

## 来歴
1999年に劇団四季研究所に37期生として入所し、同期入所には有賀光一、玉城任、丹下博喜、萩原隆匡などがいる。同年コーラスラインのトリシア役が初舞台出演となった。その後はダンス演目を中心に出演を重ね、美女と野獣ではダンスキャプテンを務めた。。

## 主な出演作品
- コーラスライン（1999年トリシア）
- 美女と野獣（アンサンブル）
- キャッツ（タントミール）
- クレイジー・フォー・ユー（ミッツィー）
- バケモノの子（アンサンブル）

※括弧内の年は初出演年